# Retevirgula osburni
Retevirgula osburni är en mossdjursart som beskrevs av Jacqueline A. Soule 1959. Retevirgula osburni ingår i släktet Retevirgula och familjen Calloporidae. Inga underarter finns listade i Catalogue of Life.